# Graphenorientierte Programmierung
Graphenorientierte Programmierung (GOP) wird für die Darstellung komplexer Vorgänge von verteilten Systemen verwendet. Durch den begrenzten Umfang von GOP wird diese Technik verwendet, um die Struktur des Systems einfach und verständlich als logischen Graph darzustellen. GOP ist unabhängig von jeglicher Programmiersprache und Plattform.
Der Graph besteht aus sogenannten Knoten (nodes) und Transaktionen, welche von einem Knoten zu einem anderen oder zu sich selbst zeigen. Die Knoten symbolisieren lokale Programme, welche auf verschiedenen Maschinen verteilt sein können. Eine Transaktion repräsentiert eine Beziehung zwischen zwei Knoten. Ein Prozess setzt sich aus Knoten und Transaktionen zusammen und stellt damit einen gerichteten Graphen dar.
Der Programmierer muss selbstständig den logischen Graphen in einen Quellcode mittels Low-Level-Primitiven übersetzen. Dazu wird zuerst der Graph erstellt, der die Struktur und die Beziehung zwischen den lokalen Programmen im verteilten System wiedergibt. Anschließend wird der Graph in Programmcode umgewandelt.